# Arni
Arni (apareix també com Arnia) fou un antic principat de l'Índia, a Tamil Nadu, a l'antic districte de North Arcot de la presidència de Madras. Era l'únic estat del districte que era un jagir.
La superfície era de 474 km² i la població el 1881 de 73.417 habitants repartits en 182 pobles. La capital era Arni. L'estat era plat i obert amb poc turons i elevacions, destacant la de Devipuram, amb un temple. L'activitat era essencialment agrícola però també hi havia manufactura de teixits, especialment seda i cotó; certa poteria de vidre o ceràmica també es produïa a Arni.
El jagir fou concedit als seus sobirans (jagirdars) pel raja de Vijayanagar el segle XVI. El 1789 la Companyia Britànica de les Índies Orientals que anava a administrar la zona, va confirmar la concessió amb un tribut de 1000 lliures després rebaixat a 500.
La capital 12° 40′ 23″ N, 79° 19′ 31″ E / 12.67306°N,79.32528°E Arni tenia 4.812 habitants dels quals 4.177 eren hindús i 536 musulmans (la resta altres). Estava situada a la dreta del riu Cheyar o Cheyair a uns 26 km al sud d'Arcot. Fou estació militar i tenia un fort fins al segle XVIII però al segle xix era en ruïnes. El 1751 aquest fort fou assaltat per Robert Clive el novembre quan perseguia a Raha Sahib; sota els murs del fort d'Arni, Sir Eyre Coote va derrotar el 1782 a les tropes del francès Lally i de Haidar Ali de Mysore i va capturar la fortalesa i els seus equipaments militars. Fou punt de concentració dels britànics per la campanya del 1790. El terreny de la fortalesa està exclòs del territori del jagirdar. Cal destacar un monument dedicat per un oficial a un company mort en un dol i un temple ben construït però sense estàtues rellevants.